# گروه سیکس
گروه سیکس (انگلیسی: SIX Group) شرکت خدمات مالی سوئیسی است، که در سال ۲۰۰۸ تأسیس شد.